# Estany del Ticó
L'Estany del Ticó és un estany del Pirineu, del terme comunal de Bolquera, de la comarca de l'Alta Cerdanya, a la Catalunya del Nord.
Es troba a 1.720,6 metres d'altitud, a la zona central - occidental del terme comunal de Bolquera. És a prop al nord-est de Superbolquera, al nord del poble de Bolquera i al sud-oest dels Estanyols
L'Estany Negre és un lloc freqüentment visitat pels excursionistes i practicants de raquetes de neu de la zona del Llac de la Bollosa.